# Gao Zhisheng

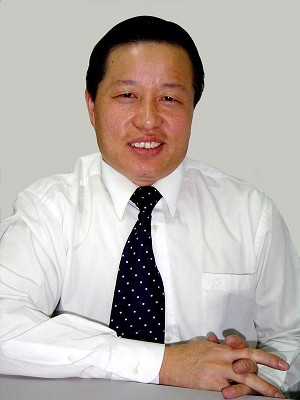
Gao Zhisheng

Gao Zhisheng (chinesisch 高智晟, Pinyin Gāo Zhìshèng, * 20. April 1964 in der Provinz Shaanxi, Volksrepublik China) ist ein chinesischer Menschenrechtsanwalt und Dissident, der nach seinem Engagement in Prozessen gegen Menschenrechtsverletzungen an seiner Tätigkeit als Anwalt gehindert, in Haft genommen und von Exekutivorganen körperlich misshandelt wurde. Gao unterstützte unter anderem Angehörige religiöser Minderheiten wie Falun Gong beziehungsweise Mitglieder von im Untergrund agierenden christlichen Hauskirchen. Auch für den blinden Menschenrechtsaktivisten Chen Guangcheng setzte er sich ein. Gaos Engagement bei der Verteidigung seiner Mandanten war von seinem christlichen Glauben und dessen Lehren über Moral und Mitgefühl beeinflusst. Zuletzt verschwand Gao im Februar 2009 und wurde bis Dezember 2011 inoffiziell festgehalten. 2017 wurde Gao erneut verschleppt und gilt laut Amnesty International bis heute (2022) als Opfer des Verschwindenlassens.
2006 veröffentlichte Gao eine Autobiographie, die ein Jahr später in englischer Übersetzung unter dem Titel „A China More Just“ erschien und 2008 auf Deutsch unter dem Titel „Chinas Hoffnung, Mein Leben und Kampf als Anwalt im größten kommunistischen Staat“. Gao ist praktizierender Christ und galt 2008 als Kandidat für den Friedensnobelpreis. Am 16. Dezember 2011 meldete die chinesische Nachrichtenagentur Xinhua, dass Gao zu drei Jahren Haft verurteilt wurde, da er gegen Bewährungsauflagen verstoßen haben soll. Am 7. August 2014 wurde Gao aus der Haft entlassen. Im August 2017 wurde Gao erneut verschleppt. Laut Amnesty International wird Gao seit August 2017 vermisst und seitdem hat man nichts mehr von ihm gehört.
Im Januar 2025 war Gao immer noch verschwunden.
Unterstützung für seine Menschenrechtsarbeit fand Gao unter anderem durch die Literaturnobelpreisträgerin Herta Müller, den früheren DDR-Bürgerrechtler Arnold Vaatz und den Vizepräsidenten des Europäischen Parlaments Rainer Wieland.

## Biographie
Gao wurde in der Provinz Shaanxi geboren und wuchs dort mit sechs Geschwistern in Armut in einer Höhlenwohnung auf. Sein Vater starb im Alter von 40 Jahren. Gao erzählte in seiner Biographie, dass seine Familie finanziell nicht in der Lage war, ihn in die Grundschule zu schicken, sodass er am Fenster außerhalb eines Klassenzimmers dem Unterricht zuhörte. Gao arbeitete kurzzeitig in einer Kohlenmine. Später half ihm ein Onkel in die Mittelschule gehen zu können. Danach war er qualifiziert sich der Volksbefreiungsarmee anzuschließen. Er wurde in Kashgar im Autonomen Gebiet Xinjiang stationiert. In der Armee trat Gao in die Kommunistische Partei Chinas ein. Nach seiner Entlassung aus der Armee, arbeitete Gao als Lebensmittelverkäufer. Im Jahr 1991, inspiriert durch einen Zeitungsartikel, in dem Deng Xiaoping, der damalige Führer Chinas, über das Vorhaben berichtete, 150.000 neue Anwälte auszubilden und das chinesische Rechtssystem zu entwickeln, nahm Gao an einem Kurs in Jura teil. Gao schrieb es seinem ausgezeichneten Gedächtnis zu, dass er bei allen seinen Prüfungen Titel und Klausuren bestand. Im Jahre 1995 absolvierte Gao erfolgreich sein Juraexamen.
Gao gewann ein Drittel seiner Prozesse. Bekannt wurde er durch die Vertretung der Familie eines Jungen aus Xinjiang, der ins Koma gefallen war, nachdem ihm ein Arzt irrtümlich intravenös Ethanol gespritzt hatte. Gao erzielte bei diesem Schadenersatzprozess für einen Jungen, der durch diesen ärztlichen Behandlungsfehler sein Hörvermögen verloren hatte, eine Entschädigung von 95.000 Euro.
Während seiner Tätigkeit in Xinjiang gewann er einen Prozess für einen Unternehmer, der einen unrentablen Staatsbetrieb bei einer Privatisierung übernommen hatte. Als dieser Betrieb neu aufgebaut worden war und gewinnbringend arbeitete, wollte die Bezirksregierung diesen jedoch mit Gewalt zurückfordern. Gao vertrat den Unternehmer bis zum Obersten Gerichtshof, der den Fall zugunsten des Unternehmers entschied. Danach wurde der Gao jedoch das Opfer von Schikanen und Vergeltungsmaßnahmen durch lokale Behörden, die Kunden und Gerichtsbeamte warnten, sich von ihm fernzuhalten. Dies machte seine Anwaltstätigkeit unmöglich und Gao war gezwungen, Xinjiang zu verlassen.
2000 zog Gao nach Peking und gründete die Anwaltskanzlei Zhi Sheng. 2001 wurde Gao vom Justizministerium zu einem der zehn besten Anwälte Chinas gewählt. Die Wahl wurde mit seiner Professionalität und Integrität begründet sowie seiner Bereitschaft, mittellose Personen ohne Verrechnung von Kosten bei Prozessen gegen Regierungs- und Verwaltungsorgane zu unterstützen. In den darauffolgenden Jahren verteidigte er eine breite Palette von Klienten, die Opfer von Ungerechtigkeit gewesen waren. Gao sagte, dass seine engagierte Beteiligung bei solchen Fällen, stark mit seiner christlichen Identität für Moral und Mitgefühl verbunden sei.
Im Dezember 2005 trat Gao aus der Kommunistischen Partei aus. Seine Begründung lautete: „Diese [Chinesische Kommunistische] Partei hat die primitivsten, unmoralischsten und illegalsten Mittel angewendet, um unsere Mütter zu foltern, unsere Frauen zu foltern, unsere Kinder zu foltern und unsere Brüder und Schwestern zu foltern… Heute trete ich, Gao Zhisheng, formell aus dieser inhumanen, ungerechten und bösen Partei aus. Das ist der stolzeste Tag meines Lebens.“
2007 wurde Gao Zhisheng mit dem Bruno-Kreisky-Preis für Verdienste um die Menschenrechte ausgezeichnet. Der Preis konnte ihm nicht ausgehändigt werden.

## Bekannte Rechtsfälle in Shengzhi
- Ein Prozess um Grundeigentum gegen Verwaltungsmitglieder des Dorfes Tiashi
- Eine Sammelklage gegen lokale Behörden wegen Nötigung in der Durchführung der Familienplanungsrichtlinien.
- Einen Prozess im Fall von sechs Fabrikarbeitern, die wegen Protesten gegen Ausbeutung durch ihren Arbeitgeber inhaftiert wurden.[17]
- Berufung gegen eine siebenjährige Haftstrafe, die über Zheng Yichun, einen Journalisten und ehemaligen Professor, aufgrund seiner Veröffentlichung im Internet verhängt wurde.
- Juristische Unterstützung von Falun-Gong-Mitgliedern, darunter Huang Wei, der zu drei Jahren Umerziehung durch Arbeit verurteilt wurde.[18]
- Juristische Unterstützung des Hauskirchenpriesters Cai Zhuohua, der wegen des Verteilens von Bibeln zu einer dreijährigen Haftstrafe verurteilt wurde.[19]

## Hinwendung zum Christentum
Nach eigenen Angaben las Gao zum ersten Mal in der Bibel, als er 2004 Pastor Cai Zhuohua verteidigte, dem „illegale Geschäftspraktiken“ (gemeint war der Besitz von Bibeln) angeklagt wurde. Zwar ließ ihn diese Lektüre kalt, doch das änderte sich, als er von den Behörden verfolgt wurde. So lernte er nach eigenen Angaben Gott kennen und schloss sich den Christen an. Er habe Stärkung durch Gott erfahren und 2006 zum ersten Mal eine Vision von Gott bekommen.

## Übergriffe und Haft
Gao wurde am 15. August 2006 nach einer Serie von Einschüchterungen, Übergriffen und einem Mordversuch in der Provinz Shandong von 30 maskierten Männern zusammengeschlagen und gefesselt. Die Angreifer fesselten ihn, verbanden Mund und Augen und zogen ihm eine Kapuze über. Nach einer mehrstündigen Fahrt wurde er nach Peking gebracht und der Polizei überstellt, die ihn auf vielfältige Arten folterte. Hierzu gehörte auch das Fixieren der Arme und Beine für 590 Stunden auf einem „Fesselungsbrett“.
Im nachfolgenden Gerichtsverfahren wurde er im Dezember 2006 zu einer dreijährigen Haftstrafe verurteilt, die für einen Zeitraum von fünf Jahren zur Bewährung ausgesetzt wurde. Ihm wurde der Versuch zum Umsturz der Staatsgewalt zur Last gelegt.
Am 4. Februar 2009 sollen mehr als 10 Beamte Gao in seinem Heimatort in der Provinz Shaanxi früh am Morgen festgenommen haben. Ungefähr im September 2009 wurde er freigelassen; er sandte jedoch erst Ende März 2010 ein Lebenszeichen aus. Im April 2010 ließen chinesische Sicherheitskräfte Gao Zhisheng erneut spurlos verschwinden. Dem Überfall auf ihn in Shaanxi war die Flucht seiner Frau Geng He sowie seiner damals 15-jährigen Tochter und seines fünfjährigen Sohnes nach Thailand vorausgegangen. Gaos Familie erhielt in den Vereinigten Staaten politisches Asyl.
Wenige Tage vor Ablauf seiner Bewährungsfrist wurde Gao wegen angeblichen Verstoßes gegen Bewährungsauflagen am 16. Dezember 2011 erneut inhaftiert. Anfang Januar 2012 berichtete die amerikanische Menschenrechtsorganisation Chinaaid, er befinde sich in dem abgelegenen Gefängnis Shaya im Regierungsbezirk Aksu, mehr als 1000 Kilometer westlich der Gebietshauptstadt Ürümqi. Gao wurde am 7. August 2014 nach dem vollständigen Verbüßen seiner Strafe aus dem Gefängnis entlassen. Die Menschenrechtsorganisation Amnesty International hatte sich für die Freilassung des Aktivisten eingesetzt. Allerdings stand Gao unter einem streng abgeschirmten Hausarrest im zentralchinesischen Xian. Am 17. August 2017 meldete die Internationale Gesellschaft für Menschenrechte (IGFM), dass Gao erneut verschleppt wurde. Gao Zhisheng unterliegt derzeit einem gewaltsamen Verschwindenlassen. Seit seiner Entführung im August 2017 sind keine Informationen über seinen Aufenthaltsort bekannt. Am 15. April 2019 war sein Aufenthaltsort immer noch unbekannt.
Gao, der seit sieben Jahren vermisst wird, ist derzeit Gegenstand eines erzwungenen Verschwindens. Seit seiner Entführung im August 2017 liegen keine Informationen über seinen Verbleib vor, und bis Januar 2025 hat seine Familie nichts von ihm oder über seinen Verbleib gehört.
Die Repressionen gegen Gao hatten auch Folgen für seine weitere Familie. Gaos Ehefrau Geng He floh nach Absprache mit ihrem Ehemann mit den beiden damals sechzehn und fünf Jahre alten Kindern im Jahr 2009 aus der Volksrepublik China zunächst nach Thailand und später in die Vereinigten Staaten, wo sie politisches Asyl erhielt. Geng Hes Schwester, in deren Haus Gao zum ersten Mal verhaftet wurde, wurde depressiv und verübte 2020 Suizid, ebenso wie Gaos Schwager, der schwer erkrankte und keine adäquate medizinische Behandlung finden konnte, da die Polizei die Ausweispapiere der Familie konfisziert hatte. In den Vereinigten Staaten engagierte sich Geng He, um das Schicksal ihres Ehemannes einer weiteren Öffentlichkeit bekannt zu machen.

## Auszeichnungen
Im April 2020 wurde Gao in Abwesenheit von ChinaAid zum diesjährigen Empfänger des Lin-Zhao-Freiheitspreises ernannt.